# Ісабелья Роббіані
Ісабелья Роббіані (ісп. Isabella Robbiani; нар. 30 березня 1992) — колишня парагвайська тенісистка.
Найвищу одиночну позицію світового рейтингу — 486 місце досягла 14 травня 2012, парну — 494 місце — 6 серпня 2012 року.
Здобула 1 парний титул.

## Фінали ITF

### Парний розряд: 5 (1–4)
| Результат | Ранг | Дата            | Турнір                       | Покриття | Партнерка                   | Суперниці                                    | Рахунок               |
| --------- | ---- | --------------- | ---------------------------- | -------- | --------------------------- | -------------------------------------------- | --------------------- |
| Поразка   | 1.   | 6 грудня 2008   | Буенос-Айрес, Аргентина      | Ґрунт    | Catalina Arancibia          | Карла Бельтрамі Марія Ірігоєн                | 0–6, 2–6              |
| Поразка   | 2.   | 20 травня 2011  | Ітапаріка (острів), Бразилія | Тверде   | Лусіана Сарменті            | Сесілія Коста Мольгар Флавія Гімарайнш Буену | 3–6, 6–3, [8–10]      |
| Поразка   | 3.   | 1 серпня 2011   | Сан-Паулу, Бразилія          | Ґрунт    | Кіра Шрофф                  | Карла Форте Беатріс Аддад Майя               | 7–6(7–5), 3–6, [7–10] |
| Поразка   | 4.   | 26 березня 2012 | Рібейран-Прету, Бразилія     | Ґрунт    | Кароліна Себальйос          | Карла Форте Габріела Се                      | 1–6, 6–3, [7–10]      |
| Перемога  | 1.   | 23 квітня 2012  | Ліма, Перу                   | Ґрунт    | Liz Tatiane Koehler Bogarín | Елізабет Ферріс Анастасія Харченко           | 7–5, 6–7(4), [10–4]   |